# Ceraspis decora
Ceraspis decora är en skalbaggsart som beskrevs av Hippolyte Louis Gory 1829. Ceraspis decora ingår i släktet Ceraspis och familjen Melolonthidae. Inga underarter finns listade i Catalogue of Life.